# Raumordnungspolitischer Handlungsrahmen
Der Raumordnungspolitische Handlungsrahmen (HARA) war ein Arbeits- und Aktionsprogramm der Raumordnung von Bund und Ländern in Deutschland. Er wurde 2006 durch die Leitbilder und Handlungsstrategien für die Raumentwicklung in Deutschland abgelöst. 
Der HARA wurde 1995 von der Ministerkonferenz für Raumordnung beschlossen. Er konkretisierte die Leitbilder des raumordnungspolitischen Orientierungsrahmens von 1993. Er hatte das Ziel, neue Instrumente zur Umsetzung der Raumordnungspolitik zu erproben und den Erfahrungsaustausch zwischen der Öffentlichkeit und regionalen Akteuren zu fördern. Der HARA betonte die Region als wichtiges Element, dabei behandelt er vier Themenbereiche mit etlichen Schwerpunkten:
- Region als Umsetzungsebene
  - Regionalkonferenzen
  - strukturschwache ländliche Räume
  - Städtenetze
- Europäische Dimension
  - Zusammenarbeit mit der Europäischen Union
  - Europäische Metropolregionen
- raumwirksame Fachplanungen
  - Nachhaltigkeit
  - Entlastung von Räumen mit starker Verkehrsbelastung
- Ausgestaltung des Rechts der Raumordnung und Landesplanung